# Jiang Wenli
Jiang Wenli (chinês simplificado: 蒋雯丽; chinês tradicional: 蔣雯麗; nascida em 20 de junho de 1969) é uma atriz, diretora, produtora e roteirista chinesa. Natural de Tianjin, ela se formou na Academia de Cinema de Pequim em 1992. Li ficou em 52º lugar na lista Forbes China Celebrity 100 em 2014. Em 2008, ela se tornou a primeira atriz chinesa a ganhar o "Grand Slam", depois de ganhar o troféu de "Melhor Atriz" nos três maiores prêmios de televisão em língua chinesa, incluindo o Feitian Award, o Golden Eagle Award e o Magnolia Award.

## Vida pregressa
Jiang nasceu em uma família rica. Seu pai, Jiang Peiji (蒋培基), era engenheiro ferroviário e sua mãe, operadora de telefonia ferroviária. Seus pais amam literatura e artes. Ela é a mais nova de três irmãs, sua irmã mais velha é Jiang Wenjuan (蒋文娟). Desde que Jiang era uma menina, seu pai a ensinou a apreciar livros, pinturas e canções famosas. Quando ela tinha 5 anos, ela sonhava em ser ginasta, então sua mãe a enviou para estudar dança e ginástica. No entanto, como sua estatura não se encaixava nos padrões de uma ginasta, o treinador da equipe de ginástica da cidade de Bengbu se recusou a considerá-la um membro formal da equipe. Depois, ela passou cinco anos praticando como um membro informal. Aos 17 anos, ela fez o exame de admissão à faculdade com o objetivo de ir para uma universidade normal. No entanto, ela foi aceita por uma escola secundária de conservação de água porque sua pontuação estava cinco pontos abaixo da linha de aceitação para uma universidade normal. Em 1986, ela se formou no ensino médio e começou a trabalhar na Bengbu City Water Company. Seu trabalho era projetar meios de transporte aquático para os moradores. No entanto, ela não estava satisfeita com sua vida na época e decidiu ir para Pequim em 1988 para começar sua nova vida.
Sua sobrinha Ma Sichun (filha de Jiang Wenjuan) também é uma atriz ativa agora.

## Carreira
Sem nenhuma preparação, Jiang foi aceita pela Academia de Cinema de Pequim. Depois que ela se tornou uma aluna da academia, inúmeras empresas de cinema a convidaram para interpretar papéis em seus filmes. Seu primeiro papel foi como professora de creche em uma série de TV chamada Lily on Cliff, e essa série ganhou o Flying Apsaras Awards no mesmo ano. Jiang também foi indicada ao prêmio de Melhor Atriz Coadjuvante. Depois disso, ela interpretou Shuixiu no filme Li Li Yuan Shang Cao, que ganhou um prêmio em um festival de cinema francês. O último filme de seu período de faculdade foi The Story of Xing Hua no qual Jiang interpretou uma garota chamada Xing Hua. Depois de se formar na faculdade, ela foi para a América por um longo tempo antes de retornar à China para continuar sua carreira.
Após retornar à China, Jiang desempenhou um papel no filme de Miaomiao Liu, Xinghua san yue tian. Em 1993, ela desempenhou um papel importante como a mãe de Chengyi no filme Ba wang bie ji, que ganhou o Prêmio de Melhor Filme no Festival de Cinema de Cannes daquele ano. Em 1999, Jiang atuou em uma série de TV de 20 episódios chamada Lead by the Hand, e por sua atuação ela ganhou uma das maiores honrarias da indústria televisiva chinesa, Melhor Atriz, tanto do Golden Eagle Awards quanto do Flying Apsaras Awards. Em 2000, por sua atuação no filme Female Coach & Male Player, Jiang ganhou o prêmio de Melhor Atriz do Huabiao Film Awards.

## Vida pessoal
Jiang Wenli foi casada com Gu Changwei, o casal tem um filho Gu Hehe (顾哈哈).

## Filmografia

### Cinema
| Ano  | Título                      | Título chinês    | Personagem          | Notas                                 |
| ---- | --------------------------- | ---------------- | ------------------- | ------------------------------------- |
| 1989 | Lili in Grassland           | 漓漓原上草       | Shui Xiu            |                                       |
| 1991 | Shen mi fu qi               | 神秘夫妻         | Bai Li              |                                       |
| 1992 | Xinghua san yue tian        | 杏花三月天       | Xinghua             |                                       |
| 1993 | Ba wang bie ji              | 霸王别姬         | Mãe de Xiao Douzi   |                                       |
| 1996 | Family Matters              | 家事             | Yi Xin              |                                       |
| 1997 | Zhao xiansheng              | 赵先生           | Lin Cao             |                                       |
| 1997 | The Cat Steals Eyes         | 猫眼神偷         | Miss. Wang          |                                       |
| 1999 | Female Coach & Male Player  | 女帅男兵         | Wen Jie             |                                       |
| 2000 | Guā shā                     | 刮痧             | Jian Ning           |                                       |
| 2003 | Taiwan wang shi             | 台湾往事         | A Mãe               |                                       |
| 2005 | Shuangshuang and Her Cat    | 双双与小猫       | Mãe de Shuangshuang |                                       |
| 2006 | The Winter of Three Persons | 三个人的冬天     | Yun Feng            |                                       |
| 2007 | Lì chūn                     | 立春             | Wang Cailing        |                                       |
| 2008 | Mì àn                       | 秘岸             | Fan Li              |                                       |
| 2009 | Lan                         | 我们天上见       | Dentista Wang       | também diretora, produtora, escritora |
| 2010 | Di yi shu ji                | 第一书记         | A Juíza             |                                       |
| 2011 | Zuì ài                      | 最爱             | Liang Fang          |                                       |
| 2011 | Xing xing de hai zi         | 星星的孩子       |                     | produtora associada                   |
| 2013 | Clear Truth                 | 白相             |                     |                                       |
| 2014 | Wei ai zhi jian ru jia jing | 微爱之渐入佳境   | A senhoria          | Participação especial                 |
| 2015 | Zuo er                      | 左耳             | Mãe de Xu Yi        | Participação especial                 |
| 2015 | Shi fu                      | 师父             | Zou Rong            |                                       |
| 2015 | Zai jian, zai ye bu jian    | 再见，在也不见   | Xie Hong            |                                       |
| 2015 | July Water                  | 七月流水         | Xiu Lan             |                                       |
| 2016 | A Wishing Tree              | 一棵心中的许愿树 |                     |                                       |
| 2017 | Ming Que Ji Shi You         | 明月几时有       | Esposa de Mao Dun   |                                       |
| 2018 | Yu jian ni zhen hao         | 遇见你真好       | Mestre de casa      | também produtora                      |
| 2019 | Shen ye shi tang            | 深夜食堂         |                     | Participação especial                 |
| 2023 | Hidden Strike               | 狂怒沙暴         | Professora Chang    |                                       |

### Séries de televisão
| Ano  | Título                             | Título chinês  | Personagem     | Notas |
| ---- | ---------------------------------- | -------------- | -------------- | ----- |
| 1989 | Cliff Lilies                       | 悬崖百合       | Su Shan        |       |
| 1991 | On the Mountain of Horse Race      | 跑马溜溜的山上 | Irmã Li        |       |
| 1993 | Shenheyuan                         | 神禾塬         | Mei Lian       |       |
| 1995 | Son of the Earth                   | 大地之子       | Jiang Yuemei   |       |
| 1997 | Holding Hands                      | 牵手           | Xia Xiaoxue    |       |
| 1997 | Sunset in the Forbidden City       | 日落紫禁城     | Consorte Zhen  |       |
| 1997 | Waiting One Thousand Years         | 千年等一回     | A Xiu          |       |
| 1998 | Love You                           | 爱你           | Xu Wan         |       |
| 1998 | Guo Moruo and Anna                 | 郭沫若与安娜   | Anna           |       |
| 2000 | Warning Line                       | 警戒线         | Li Jingwei     |       |
| 2001 | Black Ice                          | 黑冰           | Wang Jingwen   |       |
| 2001 | Da zhai men                        | 大宅门         | Bai Yuting     |       |
| 2002 | Unusual Citizen                    | 非常公民       | Wan Rong       |       |
| 2003 | The Grand Mansion Gate 2           | 大宅门2        | Bai Yuting     |       |
| 2004 | He Loved Me, She Let Me Go         | 爱过我，放了我 | Wen Qiang      |       |
| 2004 | I'm Looking Forward to Being Loved | 好想好想谈恋爱 | Tan Ailin      |       |
| 2004 | Chinese Divorce                    | 中国式离婚     | Lin Xiaofeng   |       |
| 2005 | Deep Breath                        | 深呼吸         | Xiao Xiumeng   |       |
| 2006 | Madam Yu Ching                     | 玉卿嫂         | Madam Yu Ching |       |
| 2007 | Golden Anniversary                 | 金婚           | Wen Li         |       |
| 2008 | Seven Days that Shocked the World  | 震撼世界的七日 | Du Lijuan      |       |
| 2009 | Blood Marriage                     | 血色婚姻       | Xu Ke          |       |
| 2011 | Happiness Knocks the Door          | 幸福来敲门     | Jiang Lu       |       |
| 2013 | Mother Wants to Remarry            | 娘要嫁人       | Qi Zhifang     |       |
| 2013 | Woman Gang                         | 女人帮         | Zhu Li         |       |
| 2014 | The Love Is Inconceivable          | 爱情最美丽     | Niu Meili      |       |
| 2016 | Keep the Marriage as Jade          | 守身如玉       | Su Ran         |       |
| 2016 | Hey, Kids                          | 嘿，孩子       | Fang Yun       |       |
| 2017 | The Flowers and Distant Place      | 花儿与远方     | Hao Yulan      |       |
| 2018 | The Story of Zheng Yang Gate       | 正阳门下小女人 | Xu Huizhen     |       |
| 2021 | Fēngbào Wǔ                         | 风暴舞         | Ruan Taiyuan   |       |
| TBA  | The Corner of Love                 | 转角之恋       | Fang Ling      |       |
| TBA  | Rights and Benefits                | 权与利         | Qin Huinan     |       |

## Prêmios e indicações

### Prêmios de cinema
| Ano                                       | Nomeações                  | Associações               | Resultado           |                     |
| Huabiao Film Awards                       | Huabiao Film Awards        | Huabiao Film Awards       | Huabiao Film Awards | Huabiao Film Awards |
| ----------------------------------------- | -------------------------- | ------------------------- | ------------------- | ------------------- |
| 1999 (6th)                                | Female Coach & Male Player | Melhor Atriz              | Venceu              |                     |
| 2003 (10th)                               | Taiwan wang shi            | Melhor Atriz              | Venceu              |                     |
| Golden Rooster Awards                     |                            |                           |                     |                     |
| 2003 (23rd)                               | Taiwan wang shi            | Melhor Atriz              | Indicada            |                     |
| 2009 (27th)                               | Lì chūn                    | Melhor Atriz              | Venceu              |                     |
| 2011 (28th)                               | Lan                        | Melhor Estreia na Direção | Indicada            |                     |
| 2017 (31st)                               | Shi fu                     | Melhor Atriz Coadjuvante  | Indicada            |                     |
| Hundred Flowers Film Awards               |                            |                           |                     |                     |
| 2012 (31st)                               | Zuì ài                     | Melhor Atriz Coadjuvante  | Indicada            |                     |
| Golden Horse Awards                       |                            |                           |                     |                     |
| 2011 (48th)                               | 'Zuì ài                    | Melhor Atriz Coadjuvante  | Indicada            |                     |
| 2015 (52nd)                               | Shi fu                     | Melhor Atriz Coadjuvante  | Indicada            |                     |
| Asian Film Awards                         |                            |                           |                     |                     |
| 2009 (3rd)                                | Lì chūn                    | Melhor Atriz              | Indicada            |                     |
| Chinese Film Media Awards                 |                            |                           |                     |                     |
| 2002 (2nd)                                | Guā shā                    | Melhor Atriz              | Indicada            |                     |
| 2009 (9th)                                | Lì chūn                    | Melhor Atriz              | Indicada            |                     |
| Golden Phoenix Awards                     |                            |                           |                     |                     |
| 2001 (8th)                                | Society Award              | —                         | Venceu              |                     |
| 2005 (10th)                               | Society Award              | —                         | Venceu              |                     |
| Festival Internacional de Cinema de Macau |                            |                           |                     |                     |
| 2009 (1st)                                | Lan                        | Melhor Diretor            | Venceu              |                     |
| Festival Internacional de Cinema de Roma  |                            |                           |                     |                     |
| 2007                                      | Lì chūn                    | Melhor Atriz              | Venceu              |                     |
| Chinese American Film Festival            |                            |                           |                     |                     |
| 2009 (5th)                                | Lì chūn                    | Melhor Atriz              | Venceu              |                     |

### Prêmios de séries de televisão
| Ano                                 | Nomeações                       | Associações                    | Resultado       |                 |
| Magnolia Awards                     | Magnolia Awards                 | Magnolia Awards                | Magnolia Awards | Magnolia Awards |
| ----------------------------------- | ------------------------------- | ------------------------------ | --------------- | --------------- |
| 2008 (14th)                         | Golden Anniversary              | Melhor Atriz                   | Venceu          |                 |
| 2013 (19th)                         | Mother Wants to Remarry         | Melhor Atriz                   | Indicada        |                 |
| 2019 (25th)                         | The Story of Zheng Yang Gate    | Melhor Atriz                   | Venceu          |                 |
| Gold Panda Awards                   |                                 |                                |                 |                 |
| 2013 (12th)                         | Mother Wants to Remarry         | Melhor Atriz                   | Venceu          |                 |
| Flying Apsaras Awards               |                                 |                                |                 |                 |
| 1989 (9th)                          | Cliff Lilies                    | Melhor Atriz Coadjuvante       | Indicada        |                 |
| 1999 (19th)                         | Holding Hands                   | Melhor Atriz                   | Venceu          |                 |
| 2009                                | Golden Marriage                 | Melhor Atriz                   | Indicada        |                 |
| 2011                                | Happiness Knocks the Door       | Melhor Atriz                   | Venceu          |                 |
| Golden Eagle Awards                 |                                 |                                |                 |                 |
| 1999 (17th)                         | Holding Hands                   | Melhor Atriz                   | Venceu          |                 |
| 1999 (17th)                         | Holding Hands                   | Melhor Atriz                   | Indicada        |                 |
| 2008 (24th)                         | Golden Anniversary              | Melhor Atriz                   | Venceu          |                 |
| 2020 (30th)                         | The Story of Zheng Yang Gate    | Melhor Atriz                   | Indicada        |                 |
| China Golden Eagle TV Arts Festival |                                 |                                |                 |                 |
| 2008 (7th)                          | Golden Anniversary              | Prêmio de Melhor Artes Cênicas | Venceu          |                 |
| 2008 (7th)                          | Golden Anniversary              | Atriz Mais Popular             | Venceu          |                 |
| The Actors of China Award Ceremony  |                                 |                                |                 |                 |
| 2019 (6th)                          | Melhor Atriz (Categoria Safira) | The Story of Zheng Yang Gate   | Indicada        |                 |
| Huading Awards                      |                                 |                                |                 |                 |
| 2019 (26th)                         | Melhor Atriz                    | The Story of Zheng Yang Gate   | Indicada        |                 |